# Llora Chiapas
Llora Chiapas, es el tercer álbum de estudio de la banda mexicana de  thrash metal, Leprosy, con canciones de crítica social donde destacan canciones como  «Llora Chiapas» , «Cuba Libre» ,  «Residentes Olvidados», «Mírate Al Espejo». Estas dos últimas fueron, sus primeros videos oficiales.

## Lista de canciones
1. Llora Chiapas
2. Residentes Olvidados
3. Mírate Al Espejo
4. Golpe Bajo
5. El Antídoto
6. A Tomar Las Armas
7. Héroe Falso
8. Monumento A Los Caídos
9. Sobrevivientes
10. Cuba Libre

- Datos: Q5977840